# Новогорносталево
Новогорносталево— село в Здвинском районе Новосибирской области. Входит в состав Верх-Урюмского сельсовета.

## География
Площадь села — 156 гектаров.

## История
Основано в 1856 году. В 1928 года состояло из 246 хозяйств, основное население — русские. Центр Ново-Горносталевского сельсовета Баклушевского района Барабинского округа Сибирского края.

## Население
| 1926 | 2002 | 2007 | 2010 |
| ---- | ---- | ---- | ---- |
| 1244 | ↘31  | ↘10  | ↘4   |

## Инфраструктура
В селе по данным на 2007 год отсутствует социальная инфраструктура.